# 도이체 벨레

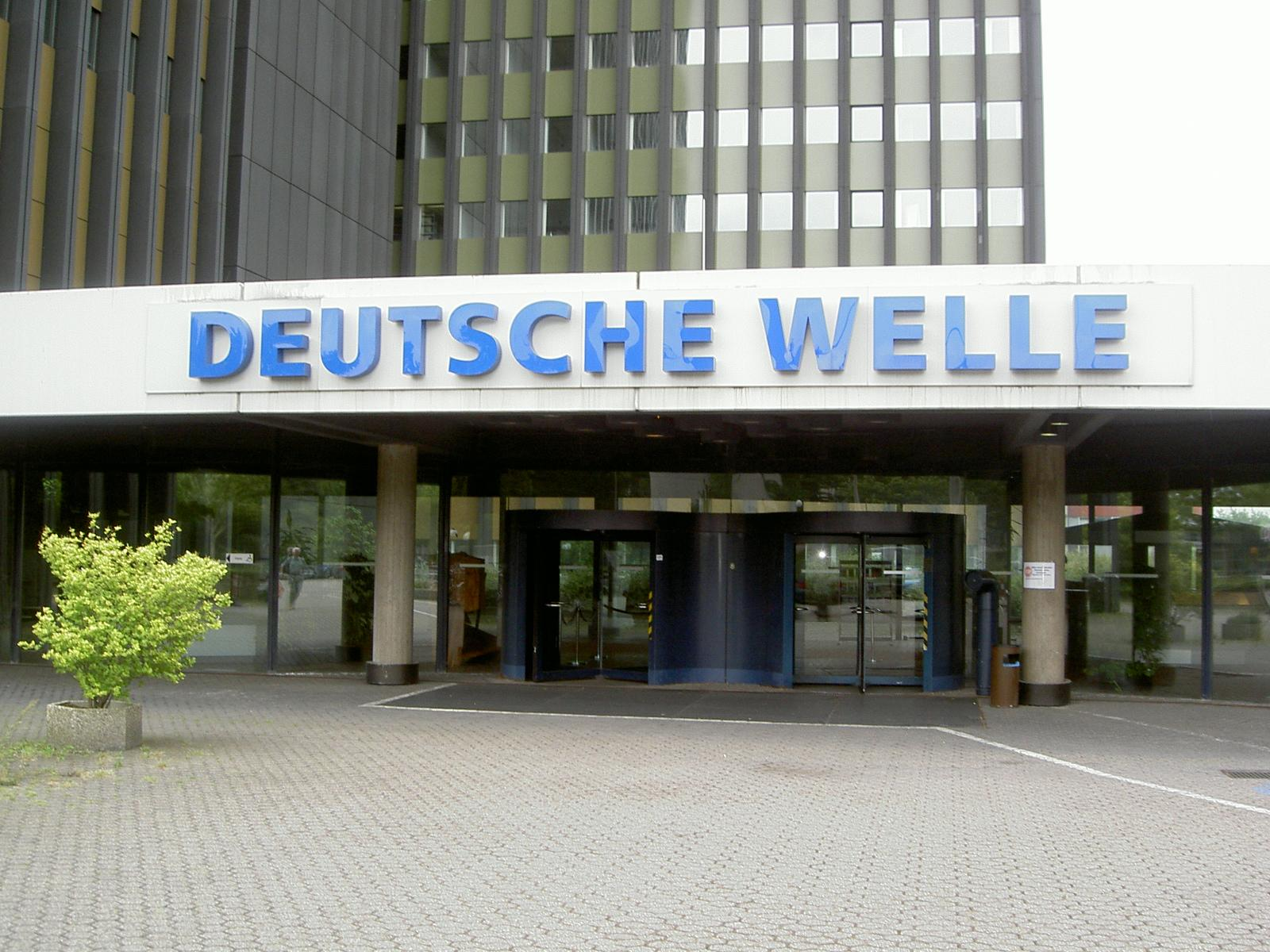
쾰른 방송국 입구

도이체 벨레(독일어: Deutsche Welle, DW [ˈdɔʏtʃə ˈvɛlə], 데베[*], 뜻: "독일의 전파")는 독일의 국제 방송이다. 라디오, 텔레비전, 인터넷으로 방송을 하고 있다. 라디오 국제 방송은 29개의 외국어(한국어 서비스는 없음)로 전 세계로 방송을 하고 있다. 본에 본사가 있으며, TV 스튜디오는 베를린에 있다. 독일 국영 방송인 ARD와 협력관계를 가지고 뉴스를 공유한다.

## 역사
도이체 벨레는 1953년 5월 3일에 단파 방송으로 개국하였다. 처음에는 북서독일방송(NWDR)의 관리하에 있었고, 1955년에 북서독일방송이 북부독일방송(NDR)과 서부독일방송(WDR)로 분할하면서 서부독일방송이 도이체 벨레의 편성을 담당하게 되었다. 1960년에 해외지향 방송은 연방정부의 외교권에 속한다는 법원의 판결로 도이체 벨레는 독립 법인의 공공 기관으로 운영하게 되었다.
1990년 동서독 통일 이후 동독의 베를린 국제 방송(RBI)의 방송이 중단되면서, RBI의 일부 직원을 받아들이고, 송신 설비를 포함한 일부 방송 장비를 상속받고 RBI가 사용하였던 주파수도 할당받았다.
분단 시절에서는 미국의 소리와 KBS 월드 라디오처럼 해외 프로파간다 프로그램을 많이 제작하였으나, 통일 이후에는 프로파간다식 성격이 거의 사라지고, 일반적인 해외 대상 보도 및 다큐멘터리 위주로 제작하고 있다.
1992년 4월 1일에는 텔레비전 방송국인 DW-TV를 개국했다. DW-TV의 전신은 1988년 8월 미군에 의해 방송하였던 RIAS-TV였으며, 베를린 장벽이 붕괴된 지 1년 후인 1990년에 방송을 중단한 채널이다.
1993년 도이칠란트푼크 라디오 방송국이 도이칠란트라디오 계열로 들어가면서 도이칠란트푼크에 방송된 다국어 프로그램 일부를 넘겨 받았다.

## 방송 언어 목록
| 언어             | 시작 | 종료        |
| ---------------- | ---- | ----------- |
| 독일어           | 1953 | –           |
| 영어             | 1954 | –           |
| 프랑스어         | 1954 | –           |
| 스페인어         | 1954 | –           |
| 포르투갈어       | 1954 | –           |
| Arabic           | 1959 | –           |
| 페르시아어       | 1962 | –           |
| 튀르키예어       | 1962 | –           |
| 러시아어         | 1962 | –           |
| 폴란드어         | 1962 | –           |
| 체코어           | 1962 | 2000        |
| 슬로바키아어     | 1962 | 2000        |
| 헝가리어         | 1962 | 2000        |
| 세르보크로아트어 | 1962 | 1992        |
| 스와힐리어       | 1963 | –           |
| 하우사어         | 1963 | –           |
| 인도네시아어     | 1963 | –           |
| 불가리아어       | 1963 | –           |
| 루마니아어       | 1963 | –           |
| 슬로베니아어     | 1963 | –           |
| 현대 그리스어    | 1964 | –           |
| 힌디어           | 1964 | –           |
| 벵골어           | 1964 | –           |
| 우르두어         | 1964 | –           |
| 이탈리아어       | –    | 1998        |
| 표준중국어       | 1965 | –           |
| 암하라어         | 1965 | –           |
| 일본어           | 1969 | 2000        |
| 마케도니아어     | 1969 | –           |
| 파슈토어         | 1970 | –           |
| 다리어           | 1970 | –           |
| 세르비아어       | 1992 | –           |
| 크로아티아어     | 1992 | –           |
| 알바니아어       | 1992 | –           |
| 보스니아어       | 1997 | –           |
| 우크라이나어     | 2000 | –           |
| 덴마크어         | ?    | 1998        |
| 노르웨이어       | ?    | 1998        |
| 네덜란드어       | ?    | 1998        |
| 벨라루스어       | 2005 | before 2011 |

## 단파 송출
도이체 벨레의 단파 방송을 위한 송신소는 구 서독 2개소, 구 동독, 스리랑카, 포르투갈, 르완다에 1개소씩 존재하였으나, 현재 이들 송신소는 현재 송출을 중단한 상태이다. 도이체 벨레의 전파를 송출하던 송신소는 아래와 같다.
- 구 서독 : Jülich radio transmitter : 출력 100kW, 1956년에 송출 시작. 텔레푼켄(en:Telefunken)제 송신기 11개.
- 구 서독 : The Wertachtal : 출력 500kW, 1972년 송출 시작. 1989년 기준 송신기 15개, 이중 4개는 미국의 소리를 송출하기도 하였다.
- 구 동독 : The Nauen : 본리 이 송신소는 베를린 국제방송의 송신소였으며, 러시아제 500kW 송신기 3개, 100kW 송신기 1개로 이루어져 있다. 이후 4개의 텔레푼켄제 500kW 송신기 4개로 교환하였다.
- 스리랑카 : 트링코말리 송신소 : 현재는 스리랑카 방송 공사(Sri Lanka Broadcasting Cooperation)에 매각되었다. 250kW 단파 송신기 3개, 400kW 중파 송신기 1개로 되어있다.
- 르완다 : 키갈리(Kigali) 송신소 : 아프리카, 아프가니스탄, 파키스탄, 인도향으로 송출하였으며, 2012년까지 DW에 유일하게 남아있던 단파 송신소였으나, 2015년 3월 28일부로 중단하였다. 250kW 단파 송신기 4개로 되어있다.
- 포르투갈 : Sines : 2011년 10월 30일에 소출을 중단하였다. 250kW 단파 송신기 3개로 되어있다.

현재 도이체 벨레는 2015년 이후로 자체 송신소가 없으며, 다음의 송신소의 시간을 임대하여 방송하고 있다.
- Woofferton, 영국 (BBC 월드 서비스)
- Kranji, 싱가포르 (BBC 극동 중계소)
- Dhabayya, 아랍에미리트 (아랍에미리트 라디오)
- 나콘사완, 태국 (BBC 디지털 중계소)
- 어센션섬 (BBC 대서양 중계소)
- Meyerton, 남아프리카 공화국 (en:Sentech)

## DW-TV
DW-TV는 도이체 벨레에서 운영하는 국제 텔레비전 채널이다. 방송 내용은 뉴스와 시사를 중심으로 하여, 일부 다큐멘터리 및 교양 프로그램을 방송하기도 한다. 첫 방송은 1992년 4월 1일에 시작되었으며, 베를린에서 방송을 제작하고 있다.
2012년까지 약칭으로 DW-TV라고 불리었으나, 2012년 2월 6일 로고 변경과 함께 ‘-TV’가 탈락되고 DW라고만 부르고 있다.
송출은 주로 위성으로 방송되며, 인터넷으로도 무료로 시청할 수 있다. 일부 국가들에서 한해 지상파나 케이블을 통해 송출하기도 한다. 대한민국에서는 IPTV인 올레 TV를 통해 DW-TV Asia 200번에서 시청할 수 있다.
DW의 텔레비전 방송은 대륙별로 6개의 채널을 운영하고 있다.
- DW (Europe): 유럽 및 아프리카 지역 방송 (영어 18시간, 독일어 6시간[11]).
- DW (Arabia): 중동 및 북아프리카 지역 방송 (영어 14시간, 아랍어 10시간[12]).
- DW (Latinoamérica): 라틴아메리카 지역 방송 (스페인어 24시간).[11]
- DW (Amerika): 북아메리카를 비롯한 아메리카 지역 방송 (독일어 20시간, 영어 4시간[13]).
- DW (Asien): 아시아 지역 방송 (독일어 24시간).[11]
- DW [구 DW-TV Asia+]: 아시아 및 오세아니아 지역 방송 (영어 24시간)[11]

## 인터넷 웹사이트
도이체 벨레의 인터넷 웹사이트는 1994년 9월에 www-dw.gmd.de라는 도메인으로 개설하였다. 1998년에는 dwelle.de가 2001년에는 www.dw-world.de가, 2012년에는 www.dw.de의 도메인이 개설되었다.
인터넷 뉴스 사이트는 일곱개의 중심 언어(아랍어, 중국어, 영어, 독일어, 스페인어, 브라질 포르투갈어, 러시아어)와 도이체 벨레 라디오 프로그램에서 지원하는 23개 언어를 제공한다.
웹사이트의 독일어는 유럽 언어 공통 기준에 맞추어 구분지었다. B1, B2-C1 수준으로 기록되었기 때문에 독일어 능력 시험을 준비할 때 좋은 독일어 학습 자료로도 사용되고 있다.
2004년에는 웹사이트 개설 10주년을 기념하여 스타 트렉에 나오는 가상의 언어인 클링온어판 사이트를 개설한 적이 있다.

## 같이 보기
- ARD